# Hans von Below
Pour les articles homonymes, voir Below.
Hans Vinzent Stanislaus von Below (né le 27 juin 1862 à Graudenz et mort le 6 août 1933 à Waynesville, États-Unis) est un lieutenant général prussien de la Première Guerre mondiale.

## Biographie

### Origine
Hans est issu de la vieille famille noble von Below (de). Il est le fils du lieutenant-général prussien Hugo von Below (de) (1824-1905) et de son épouse Alexandra Ludowika Friederike, née von Lupinski (1827-1898). Son frère aîné est le général commandant de la 14e armée pendant la Première Guerre mondiale, Otto von Below

### Carrière militaire
Après avoir été formé dans le corps de cadets, Below rejoint le 80e régiment de fusiliers de l'armée prussienne comme enseigne le 17 avril 1880. Ici, il est promu sous-lieutenant le 16 novembre 1880. À partir du 1er octobre 1884, Below est affecté à l'école des sous-officiers de Potsdam en tant qu'enseignant pendant trois ans. De retour dans son régiment régulier, il est promu premier lieutenant le 17 juin 1889 et à ce titre est commandé à l'état-major à partir du 1er avril 1893. Avec sa promotion au grade de capitaine le 24 juillet 1894, il est également nommé commandant de compagnie du 80e régiment de fusiliers. Below occupe ce poste pendant près de six ans jusqu'au 21 mai 1900, puis sert comme adjudant de la 22e division d'infanterie à Cassel. Tout en restant à ce poste, Below est muté le 22 avril 1902 au 153e régiment d'infanterie et en même temps promu major. Après trois ans, il est nommé commandant du 3e bataillon du 12e régiment de grenadiers à Francfort-sur-l'Oder.
Le 10 avril 1906, Below est remercié. Il voyage en Argentine et est employé comme professeur à l'Académie militaire (Escuela Superior de Guerra) de Buenos Aires avec le grade de lieutenant-colonel dans l'armée argentine. Son travail en Amérique du Sud prend fin en 1910.
Below retourne en Empire allemand, est réactivé le 1er mai 1911 avec le grade de lieutenant-colonel (breveté le 27 janvier 1909) et affecté à l'état-major du 93e régiment d'infanterie à Dessau. Le 20 février 1912, il est promu colonel et deux jours plus tard, il est nommé commandant du 4e régiment de grenadiers à Coblence.
Avec le déclenchement de la Première Guerre mondiale, Below abandonne son régiment et reçoit le commandement de la 15e brigade d'infanterie de réserve appartenant à la 1re division de réserve de la Garde. Avec elle, il participe à l'invasion de la Belgique neutre, est promu général de division le 19 août 1914 et participe aux combats qui conduisent à la prise de la forteresse de Namur. Il déplace ensuite son unité sur le front de l'Est et y est déployé pour la première fois lors de la bataille des lacs de Mazurie. Viennent ensuite la campagne dans le sud de la Pologne, les batailles d'Opatow, d'Ivangorod et de Rawka-Bzura.
Le 27 mai 1915, Below abandonne sa brigade et devient commandant de la 6e division de réserve. À cette époque, il se trouve devant Schaulen et appartenait à l'armée du Niémen, commandée par son frère Otto. Avec sa division, il participe à la campagne d'été en Lituanie et en Courlande. Il réussit à capturer Libau, Bauska et Mitau. Il s'avance ensuite vers Riga via Ekau avant que la division ne passe à la guerre de tranchées sur la Daugava. Ici, Belov et ses troupes, portées à l'effectif du corps, peuvent repousser plusieurs attaques du corps russe du général Kouropatkine lors de la bataille de Kekkau du 16 au 22 juillet 1916. Pour ces réalisations, Below reçoit l'ordre de l'Aigle rouge de 2e classe récompensée par des feuilles de chêne et des épées.

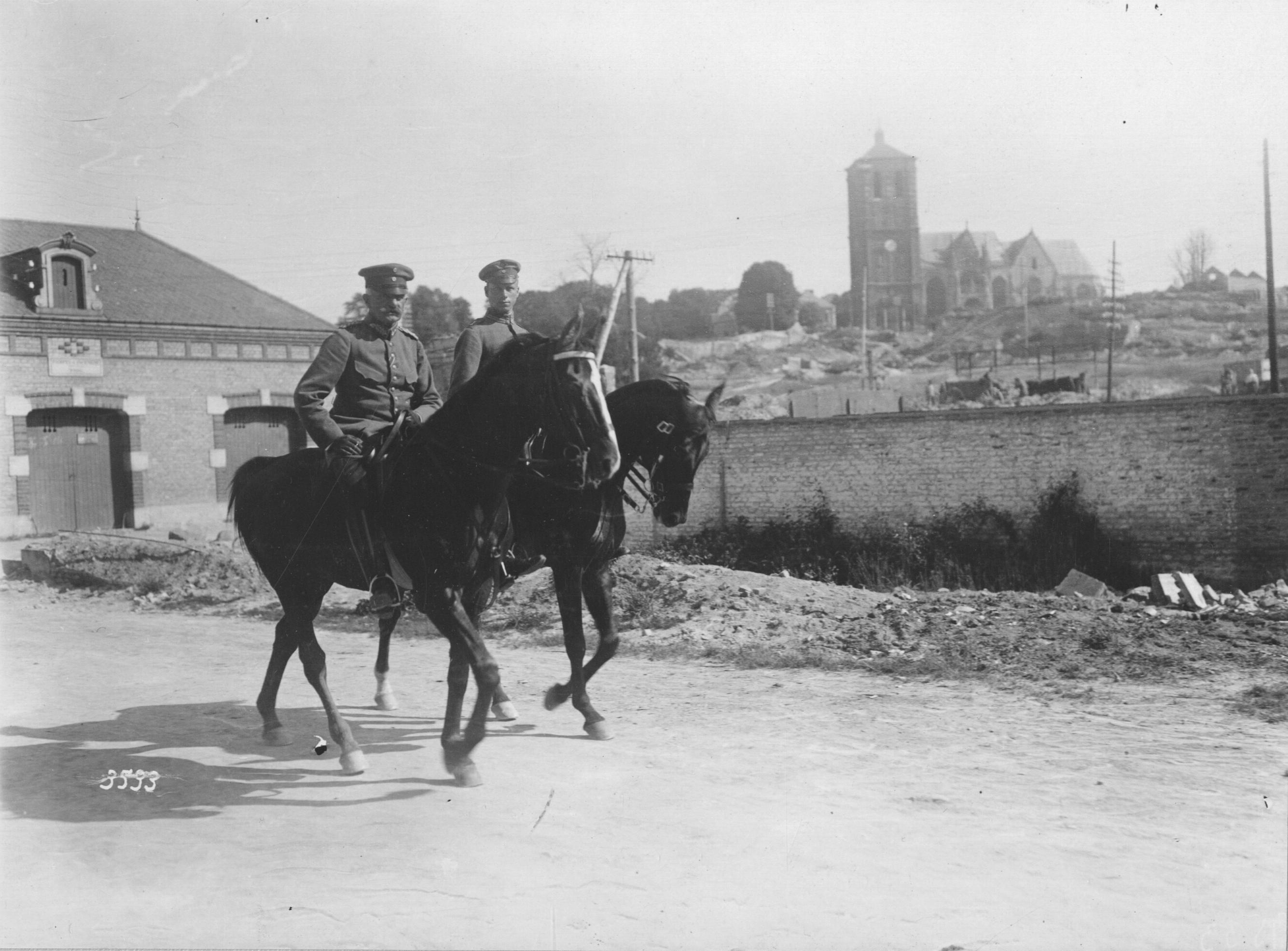
Hans von Below chevauchant à Rethel dans les Ardennes en 1917, avec l'église locale en arrière-plan

Below est nommé commandant le 18 octobre 1916 de la 89e division d'infanterie transférée en Roumanie. À cette époque, la grande unité combat dans les Carpates dans la région de Predeal et Bodza et est ensuite impliquée dans la bataille de Noël de Rimnicul-Sarat (de) du 21 au 27 décembre 1916. Le 2 janvier 1917, Below est rappelé de son poste et nommé commandant de la 238e division d'infanterie. Below se bat avec elle lors de la bataille de printemps d'Arras. Lors de la troisième bataille d'Ypres en octobre 1917, Below est notamment chargé de la défense du village de Passchendaele. Après de violents combats, les deux sections régimentaires du nord de la division constituant la principale ligne de résistance sont perdues lors d'une attaque majeure le 30 octobre 1917. Cependant, lors d'une contre-attaque et appuyée par l'artillerie, Below réussit à reprendre puis à tenir le village partiellement évacué et presque entièrement détruit ainsi que la principale ligne de résistance. Below est ensuite soumis pour Pour le Mérite par le général commandant du corps de la Garde et Guillaume II décerne finalement à Below la plus haute distinction de bravoure prussienne le 24 novembre 1917 par l'intermédiaire de l'AKO.
Entre-temps, sa division épuisée a été retirée du front pour se rafraîchir. Elle est ensuite transférée à la 18e armée et combat lors de la Grande Bataille de France du 21 mars 1918. Après l'arrêt de l'offensive, la division rejoint à la mi-avril la 1re armée à Reims, où Below est promu lieutenant général le 18 avril 1918. Après la guerre des tranchées, le Fort de la Pompelle est pris lors des batailles de Soissons et de Reims du 27 mai au 13 juin 1918. Le 22 août 1918, Below est nommé responsable du 51e corps. Dans le cadre de la 2e armée, il la commande lors de la bataille de Péronne, de la bataille défensive entre Cambrai et Saint-Quentin ainsi que dans les batailles de retraite devant et dans la position Hermann et devant la position Anvers-Meuse. Après l'armistice de Compiègne, Below ramène ses troupes chez eux. Il présente alors sa démission et est mis en retraite le 12 mai 1919.

### Famille et émigration
En Argentine, il rencontre l'Américaine Nina Ross Bryce (1858-1949), avec qui il se marie le 3 avril 1907. Below vit plus tard avec sa femme américaine et son fils handicapé mental issu de son premier mariage avec une Écossaise aux États-Unis, où il meurt en 1933.

## Récompenses
- Ordre de la Couronne de 3e classe[8]
- Croix de décoration du service prussien[8]
- Commandant de 2e classe de l'ordre de la Chambre d'Albert l'Ours[8]
- Commandant de 2e classe de l'ordre du Lion de Zaeringen[8]
- Commandant de 2e classe de l'ordre d'Henri le Lion[8]
- Commandant de 2e classe de l'ordre de la Maison Saxonne-Ernestine[8]
- Croix du Mérite de Waldeck de 3e classe[8]
- Croix de fer (1914) de 2e et 1re classe

## Publications
- Mis memorias de guerra. L. Bernard, Buenos Aires 1923.